# Veronica Borsi
Veronica Borsi (née le 13 juin 1987 à Bracciano) est une athlète italienne, spécialiste des haies.

## Biographie
Le 1er mars 2013, Veronica Borsi bat le record national sur 60 mètres haies à Göteborg, à l'occasion des Championnats d'Europe en salle, en décrochant la médaille d'argent derrière la Turque Nevin Yanıt, ensuite disqualifiée, et la Biélorusse Alina Talay.
À Orvieto le 2 juin 2012, elle passe pour la première fois sous les 13 s, en pulvérisant son record personnel et en battant le record d'Italie en 12 s 76 (+ 0,6 m/s), détenu par Marzia Caravelli. Elle remporte la médaille d'argent derrière Caravelli lors des Jeux méditerranéens 2013 à Mersin.

## Palmarès
| Date | Compétition                       | Lieu           | Résultat | Épreuve     | Temps   |
| ---- | --------------------------------- | -------------- | -------- | ----------- | ------- |
| 2011 | Jeux mondiaux militaires          | Rio de Janeiro | 2e       | 100 m haies | 13 s 08 |
| 2013 | Championnats d'Europe en salle    | Göteborg       | 2e       | 60 m haies  | 7 s 94  |
| 2013 | Jeux méditerranéens               | Mersin         | 2e       | 100 m haies | 13 s 05 |
| 2017 | Championnats d'Europe par équipes | Lille          | 9e       | 100 m haies | 13 s 61 |

## Records
| Épreuve     | Performance | Lieu     | Date          |
| ----------- | ----------- | -------- | ------------- |
| 60 m haies  | 7 s 94 (NR) | Göteborg | 1er mars 2013 |
| 100 m haies | 12 s 76     | Orvieto  | 1er juin 2013 |